# Departamento Ledesma
Das Departamento Ledesma ist eine von 16 Verwaltungseinheiten der Provinz Jujuy im Nordwesten Argentiniens. Es liegt im Osten der Provinz Jujuy und grenzt im Norden an das Departamento Valle Grande und die Provinz Salta, im Osten an das Departamento Santa Bárbara, im Süden an die Departamentos San Pedro und Doctor Manuel Belgrano und im Westen an die Departamentos Tumbaya und Tilcara. Die Hauptstadt von Ledesma ist Libertador General San Martín.

## Städte und Gemeinden
Das Departamento Ledesma besteht aus fünf Gemeinden in kommunaler Selbstverwaltung:
- Caimancito (Municipio)
- Calilegua (Municipio)
- Fraile Pintado (Municipio)
- Libertador General San Martín (Municipio)
- Yuto (Municipio)

Hinzu kommen folgende Siedlungen:
| - Bananal - Bermejito - Jaramillo - Guayacan | - Ledesma - Chalican - Libertad - Paulina | - San Borja - Rangel - 23 de Agosto |